# Круглое (Пензенская область)
Круглое — село в Малосердобинском районе Пензенской области России. Входит в состав Малосердобинского сельсовета.

## География
Село находится в южной части Пензенской области, в пределах южной части Приволжской возвышенности, в лесостепной зоне, на правом берегу реки Камышинки, к югу от автодороги 58К-181, на расстоянии примерно 14 километров (по прямой) к востоку-юго-востоку от села Малая Сердоба, административного центра района. Абсолютная высота — 226 метров над уровнем моря.

### Климат
Климат характеризуется как умеренно континентальный, с относительно жарким летом и холодной продолжительной зимой. Средняя температура воздуха самого холодного месяца (января) составляет −13 °C; самого тёплого месяца (июля) — 20 °C. Продолжительность безморозного периода равна 140—150 дней. Годовое количество атмосферных осадков — 497 мм, из которых большая часть выпадает в тёплый период. Снежный покров держится в течение 130—140 дней.

### Часовой пояс
Село Круглое, как и вся Пензенская область, находится в часовой зоне МСК (московское время). Смещение применяемого времени относительно UTC составляет +3:00.

## Население
| 1795  | 1835  | 1859  | 1877 | 1884 | 1897 | 1914 |
| ----- | ----- | ----- | ---- | ---- | ---- | ---- |
| 314   | ↗326  | ↗416  | ↗565 | ↗588 | ↗625 | ↗982 |
| 1921  | 1925  | 1928  | 1939 | 1959 | 1970 | 1979 |
| ↗1039 | ↗1071 | ↗1197 | ↘486 | ↘326 | ↘316 | ↘222 |
| 1989  | 1996  | 2002  | 2010 | 2021 |      |      |
| ↘121  | ↘117  | ↘68   | ↘26  | ↘17  |      |      |

### Национальный состав
Согласно результатам переписи 2002 года, в национальной структуре населения русские составляли 99 % из 68 чел.